# Bracon furtivus
Bracon furtivus är en stekelart som beskrevs av Fyles 1892. Bracon furtivus ingår i släktet Bracon och familjen bracksteklar. Inga underarter finns listade.